# Because the Night
«Because the Night» es una canción de Patti Smith (con Patti Smith Group), coescrita por Bruce Springsteen y Patti Smith, que fue lanzada como sencillo en 1978. Estaba incluida en el álbum de Smith Easter. La canción fue un éxito, llegando al número trece en la lista Billboard Hot 100, e impulsando las ventas de Easter hasta el éxito mainstream, incluso cuando Smith había tomado la decisión de retirarse de una vida de constantes giras. La canción sigue siendo una de las más conocidos del catálogo de la cantante y poetisa norteamericana.
En 1987, "Because the Night" de Patti Smith Group fue clasificada con el número 116 en la lista de "Las 150 Canciones de Todos los Tiempos" por la revista musical NME.

## Historia

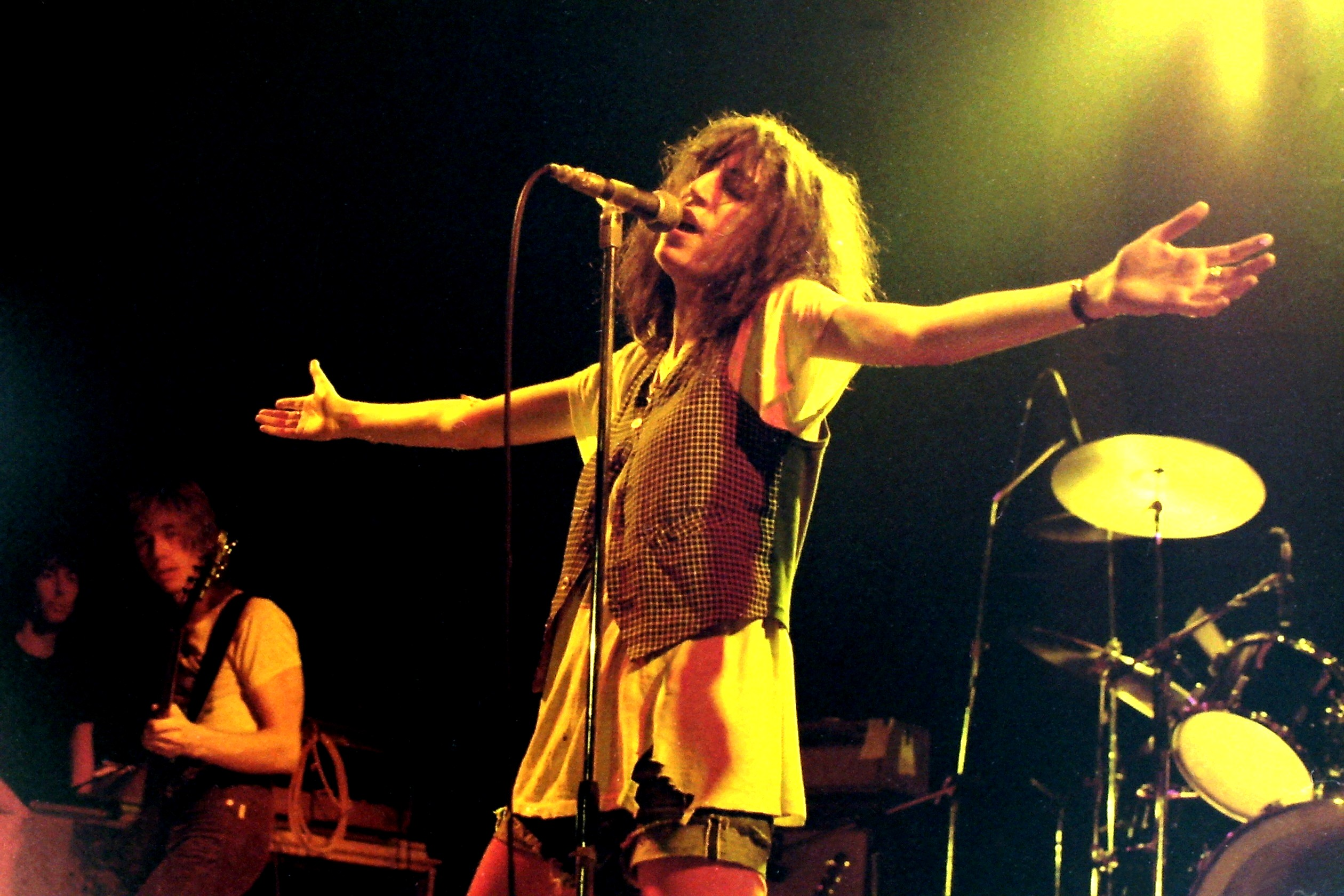
Patti Smith, en 1978.

La canción original fue grabada por Bruce Springsteen durante las sesiones de su álbum Darkness on the Edge of Town, aunque el músico no estaba satisfecho con ella. Patti Smith Group estaban trabajando en su álbum Easter en un estudio contiguo, y el ingeniero y productor Jimmy Iovine estaba trabajando en los dos álbumes. Iovine le dio a Smith una copia de la canción, ella la rehízo y se incluyó en Easter, convirtiéndose de hecho en el primer sencillo de ese álbum.
A pesar de que nunca fue lanzada en ninguno de los álbumes de estudio de Springsteen, en los conciertos desde la gira correspondiente a Darkness on the Edge of Town a menudo la ha interpretado cantando su propia letra. La canción fue interpretada por primera vez en vivo (junto a Patti Smith) en Nueva York el 30 de diciembre de 1977. Hasta el lanzamiento de The Promise, el recopilatorio de 2010, que incluía la grabación original durante las sesiones de grabación de Darkness on the Edge of Town, la única grabación comercial lanzada de la versión de Springsteen estaba en el álbum en directo de 1986 Live/1975-85, donde Smith fue acreditada como coguionista.

## Algunas versiones
- En 1986, la banda de heavy metal Keel hizo una versión de la canción en su álbum The Final Frontier.[2]
- En 1992, Co.Ro. lanzó una versión cantada por Taleesa que vendió más de 660 000 copias.[3] Fue disco de oro en Francia y alcanzó el número uno en Italia, España y otros países europeos. La canción utilizaba un sample proveniente de un tema de Depeche Mode, «Master and servant».
- Una versión acústica fue grabada por 10,000 Maniacs en 1993 para su álbum MTV Unplugged, con algunos cambios en la letra. Alcanzó el número 11 en la lista Billboard Hot 100, siendo la primera vez que el grupo llegó a las primeras posiciones de esa lista.[4]
- En 1994, la banda de rock ecléctico chilapeña Culver grabó una versión en español de este tema, bajo el título de "porque sin ti", sin ser una traducción (letra original) en su álbum debut Revluc 01 de 1994.
- En 1994, la banda alternativa Sonic Youth cambió drásticamente el tema para la primera pista, "Becuz", de su álbum Washing Machine, contrastando la voz exuberantes de Smith con el susurro casi entrecortado de Kim Gordon, la vocalista de la banda.
- En 1996, la cantante y compositora japonesa Ua grabó una versión de la canción para su sencillo «Kumo ga Chigireru Toki».
- La banda de trip-hop Earthling grabó otra versión para su EP Blood de 1996.
- En 1998, Kim Wilde hizo una versión, que aparece en el álbum de artistas alemanes Philharmania.
- El grupo español Tahúres Zurdos grabó el tema para su disco de 2000 El Tiempo de la Luz. El título («La noche es») y la letra está traducida al español (bastante fielmente), pero la canción mantiene los versos "Because the night belongs to lovers, because the night belongs to us" en inglés.
- El cantante y compositor japonés Chihiro Onitsuka realizó una versión en vivo en el Yokohama Arena el 23 de agosto de 2001.
- El DJ alemán Jan Wayne lanzó una versión de baile en 2002, que alcanzó el número 14 en el Reino Unido y encabezó las listas en los Países Bajos durante varias semanas. Alcanzó el número dos en las listas belgas.
- En 2007, la cantante y compositora escocesa KT Tunstall colaboró con los músicos cubanos del Buena Vista Social Club. Su versión de la canción fue lanzada en el álbum Rhythms del Mundo Classics, el 31 de julio de 2009.
- En 2008, Cascada grabó una versión que aparece en su segundo álbum Perfect Day. El vídeo musical para el sencillo se estrenó en YouTube el 28 de mayo de 2008.
- En 2008, la banda italiana de metal gótico Domina Noctis versionó la canción en su álbum, Second Rose En segundo lugar[5]
- En 2013, Garbage realizó también una versión de este tema junto a Screaming Females.[6]

## Interpretaciones destacadas en directo
- La canción fue interpretada en directo por Bruce Springsteen, Patti Smith y U2 en el concierto por 25º aniversario del Rock and Roll Hall of Fame en el Madison Square Garden de Nueva York el 30 de octubre de 2009. Se hicieron dos interpretaciones del tema, porque la primera sufrió un problema técnico. La segunda, que sugirió hacer Bono al final de la primera, resultó más inspirada.
- La canción fue interpretada en directo por Bruce Springsteen durante un concierto en Miami con Bono, cantante de U2 y la E Street Band.
- El cantante de R.E.M., Michael Stipe, interpretó la canción de Springsteen en un tour de la gira Vote for change, de motivaciones políticas.
- La canción formó parte del repertorio de Patti LuPone durante sus actuaciones de 1980.
- The Waterboys interpretaría la canción, con alguna variación en la letra, en actuacioens en directo recogidas en The Live Adventures of the Waterboys.
- Esta canción está incluida en el CD de 2012 del grupo de Glam-Hard-Rock THE SWEET. El CD lleva como título New York Connection y se trata de un recopilatorio de grandes éxitos de otros intérpretes.